# 五十岚太郎
五十岚太郎（日语：五十嵐太郎, 1967年3月17日—）是一位日本建筑史学家，建筑评论家。

## 生平
1967年出生于法国巴黎，父母皆是学习艺术的法国留学生，1972年随父母返回日本。父亲工作由千叶市换到金泽市，1985年毕业于金泽大学附属高等学校，1989年毕业于东京大学工学部建筑学科。2000年获得东京大学工学博士学位。2002年担任中部大学工学部建筑学科讲师，2004年升任助教授，2005年担任东北大学大学院工学研究科助教授。2009年升任教授。2010年担任东北大学大学院SSD教授。

## 著作
- 与菅野裕子合著《建筑与音乐》，华中科技大学出版社，2012年1月，ISBN 9787560973432
- 《关于现代建筑的16章》，江苏人民出版社，2015年10月，ISBN 9787214086211